# Gran Premio motociclistico d'Italia 2022
Il Gran Premio motociclistico d'Italia 2022 è stato l'ottava prova del motomondiale del 2022. Le vittorie nelle quattro classi sono andate a: Francesco Bagnaia in MotoGP, Pedro Acosta in Moto2, Sergio García in Moto3, Dominique Aegerter e Matteo Ferrari nelle due gare della MotoE.
Per lo spagnolo Acosta si tratta della prima vittoria nella classe Moto2, diviene inoltre il pilota più giovane a vincere una gara in questa specifica classe.
Il giorno prima dello svolgimento delle gare domenicali, viene ritirato dalla classe MotoGP il numero 46, che era stato il numero di gara di riferimento di Valentino Rossi,  il giorno prima invece Max Biaggi è stato inserito nel novero delle MotoGP Leggende.

## MotoGP

### Arrivati al traguardo
| Pos. | Nº | Pilota                | Squadra                     | Motocicletta       | Giri | Tempo     | Griglia | Punti |
| ---- | -- | --------------------- | --------------------------- | ------------------ | ---- | --------- | ------- | ----- |
| 1º   | 63 | Francesco Bagnaia     | Ducati Lenovo               | Ducati Desmosedici | 23   | 41'18.923 | 5º      | 25    |
| 2º   | 20 | Fabio Quartararo      | Monster Energy Yamaha       | Yamaha YZR-M1      | 23   | +0.635    | 6º      | 20    |
| 3º   | 41 | Aleix Espargaró       | Aprilia Racing              | Aprilia RS-GP      | 23   | +1.983    | 7º      | 16    |
| 4º   | 5  | Johann Zarco          | Prima Pramac Racing         | Ducati Desmosedici | 23   | +2.590    | 4º      | 13    |
| 5º   | 72 | Marco Bezzecchi       | Mooney VR46 Racing          | Ducati Desmosedici | 23   | +3.067    | 2º      | 11    |
| 6º   | 10 | Luca Marini           | Mooney VR46 Racing          | Ducati Desmosedici | 23   | +3.875    | 3º      | 10    |
| 7º   | 33 | Brad Binder           | Red Bull KTM Factory Racing | KTM RC16           | 23   | +4.067    | 16º     | 9     |
| 8º   | 30 | Takaaki Nakagami      | LCR Honda Idemitsu          | Honda RC213V       | 23   | +10.944   | 8º      | 8     |
| 9º   | 88 | Miguel Oliveira       | Red Bull KTM Factory Racing | KTM RC16           | 23   | +11.256   | 15º     | 7     |
| 10º  | 93 | Marc Márquez          | Repsol Honda                | Honda RC213V       | 23   | +11.800   | 11º     | 6     |
| 11º  | 49 | Fabio Di Giannantonio | Gresini Racing              | Ducati Desmosedici | 23   | +12.916   | 1º      | 5     |
| 12º  | 12 | Maverick Viñales      | Aprilia Racing              | Aprilia RS-GP      | 23   | +12.917   | 24º     | 4     |
| 13º  | 89 | Jorge Martín          | Prima Pramac Racing         | Ducati Desmosedici | 23   | +17.240   | 14º     | 3     |
| 14º  | 73 | Álex Márquez          | LCR Honda Castrol           | Honda RC213V       | 23   | +17.568   | 18º     | 2     |
| 15º  | 43 | Jack Miller           | Ducati Lenovo               | Ducati Desmosedici | 23   | +17.687   | 12º     | 1     |
| 16º  | 40 | Darryn Binder         | WithU Yamaha RNF            | Yamaha YZR-M1      | 23   | +20.265   | 20º     |       |
| 17º  | 21 | Franco Morbidelli     | Monster Energy Yamaha       | Yamaha YZR-M1      | 23   | +20.296   | 23º     |       |
| 18º  | 51 | Michele Pirro         | Aruba.it Racing             | Ducati Desmosedici | 23   | +21.305   | 13º     |       |
| 19º  | 87 | Remy Gardner          | Tech3 KTM Factory Racing    | KTM RC16           | 23   | +30.548   | 19º     |       |
| 20º  | 4  | Andrea Dovizioso      | WithU Yamaha RNF            | Yamaha YZR-M1      | 23   | +31.011   | 26º     |       |
| 21º  | 25 | Raúl Fernández        | Tech3 KTM Factory Racing    | KTM RC16           | 23   | +42.723   | 25º     |       |
| 22º  | 32 | Lorenzo Savadori      | Aprilia Racing              | Aprilia RS-GP      | 22   | +1 giro   | 22º     |       |

### Ritirati
| Nº | Pilota          | Squadra        | Motocicletta       | Giri | Griglia |
| -- | --------------- | -------------- | ------------------ | ---- | ------- |
| 23 | Enea Bastianini | Gresini Racing | Ducati Desmosedici | 13   | 10º     |
| 42 | Álex Rins       | Suzuki Ecstar  | Suzuki GSX-RR      | 7    | 21º     |
| 36 | Joan Mir        | Suzuki Ecstar  | Suzuki GSX-RR      | 7    | 17º     |
| 44 | Pol Espargaró   | Repsol Honda   | Honda RC213V       | 4    | 9º      |

## Moto2

### Arrivati al traguardo
| Pos. | Nº | Pilota                  | Squadra                  | Motocicletta | Giri | Tempo     | Griglia | Punti |
| ---- | -- | ----------------------- | ------------------------ | ------------ | ---- | --------- | ------- | ----- |
| 1º   | 51 | Pedro Acosta            | Red Bull KTM Ajo         | Kalex        | 21   | 39'35.930 | 2º      | 25    |
| 2º   | 16 | Joe Roberts             | Italtrans Racing         | Kalex        | 21   | +4.051    | 7º      | 20    |
| 3º   | 79 | Ai Ogura                | Idemitsu Honda Team Asia | Kalex        | 21   | +6.749    | 6º      | 16    |
| 4º   | 14 | Tony Arbolino           | Elf Marc VDS Racing      | Kalex        | 21   | +12.312   | 8º      | 13    |
| 5º   | 37 | Augusto Fernández       | Red Bull KTM Ajo         | Kalex        | 21   | +12.327   | 14º     | 11    |
| 6º   | 96 | Jake Dixon              | Inde GasGas Aspar        | Kalex        | 21   | +12.513   | 9º      | 10    |
| 7º   | 6  | Cameron Beaubier        | American Racing          | Kalex        | 21   | +12.849   | 18º     | 9     |
| 8º   | 21 | Alonso López            | MB Conveyors Speed Up    | Boscoscuro   | 21   | +13.314   | 19º     | 8     |
| 9º   | 23 | Marcel Schrötter        | Liqui Moly Intact GP     | Kalex        | 21   | +14.703   | 20º     | 7     |
| 10º  | 75 | Albert Arenas           | Inde GasGas Aspar        | Kalex        | 21   | +14.748   | 13º     | 6     |
| 11º  | 64 | Bo Bendsneyder          | Pertamina Mandalika SAG  | Kalex        | 21   | +15.141   | 17º     | 5     |
| 12º  | 9  | Jorge Navarro           | Flexbox HP40             | Kalex        | 21   | +15.425   | 12º     | 4     |
| 13º  | 12 | Filip Salač             | Gresini Racing           | Kalex        | 21   | +17.254   | 23º     | 3     |
| 14º  | 54 | Fermín Aldeguer         | MB Conveyors Speed Up    | Boscoscuro   | 21   | +18.069   | 15º     | 2     |
| 15º  | 11 | Mattia Pasini           | Inde GasGas Aspar        | Kalex        | 21   | +18.750   | 5º      | 1     |
| 16º  | 7  | Barry Baltus            | RW Racing GP             | Kalex        | 21   | +23.969   | 10º     |       |
| 17º  | 52 | Jeremy Alcoba           | Liqui Moly Intact GP     | Kalex        | 21   | +27.648   | 21º     |       |
| 18º  | 28 | Niccolò Antonelli       | Mooney VR46 Racing       | Kalex        | 21   | +29.286   | 28º     |       |
| 19º  | 61 | Alessandro Zaccone      | Gresini Racing           | Kalex        | 21   | +30.221   | 22º     |       |
| 20º  | 18 | Manuel González         | Yamaha VR46 Master Camp  | Kalex        | 21   | +35.200   | 27º     |       |
| 21º  | 84 | Zonta van den Goorbergh | RW Racing GP             | Kalex        | 21   | +35.223   | 26º     |       |
| 22º  | 81 | Keminth Kubo            | Yamaha VR46 Master Camp  | Kalex        | 21   | +49.777   | 29º     |       |
| 23º  | 4  | Sean Dylan Kelly        | American Racing          | Kalex        | 21   | +49.897   | 30º     |       |

### Ritirati
| Nº | Pilota              | Squadra                  | Motocicletta | Giri | Griglia |
| -- | ------------------- | ------------------------ | ------------ | ---- | ------- |
| 24 | Simone Corsi        | MV Agusta Forward Racing | MV Agusta F2 | 20   | 25º     |
| 13 | Celestino Vietti    | Mooney VR46 Racing       | Kalex        | 18   | 4º      |
| 22 | Sam Lowes           | Elf Marc VDS Racing      | Kalex        | 18   | 3º      |
| 40 | Arón Canet          | Flexbox HP40             | Kalex        | 12   | 1º      |
| 19 | Lorenzo Dalla Porta | Italtrans Racing         | Kalex        | 11   | 11º     |
| 42 | Marcos Ramírez      | MV Agusta Forward Racing | MV Agusta F2 | 10   | 16º     |
| 35 | Somkiat Chantra     | Idemitsu Honda Team Asia | Kalex        | 4    | 24º     |

## Moto3

### Arrivati al traguardo
| Pos. | Nº | Pilota           | Squadra                 | Motocicletta  | Giri | Tempo     | Griglia | Punti |
| ---- | -- | ---------------- | ----------------------- | ------------- | ---- | --------- | ------- | ----- |
| 1º   | 11 | Sergio García    | Valresa GasGas Aspar    | Gas Gas       | 20   | 39'43.214 | 4º      | 25    |
| 2º   | 28 | Izan Guevara     | Valresa GasGas Aspar    | Gas Gas       | 20   | 0.000     | 5º      | 20    |
| 3º   | 24 | Tatsuki Suzuki   | Leopard Racing          | Honda NSF250R | 20   | +0.012    | 11º     | 16    |
| 4º   | 16 | Andrea Migno     | Rivacold Snipers        | Honda NSF250R | 20   | +0.137    | 16º     | 13    |
| 5º   | 6  | Ryusei Yamanaka  | MT Helmets - MSI        | KTM RC 250 GP | 20   | +0.234    | 9º      | 11    |
| 6º   | 54 | Riccardo Rossi   | SIC58 Squadra Corse     | Honda NSF250R | 20   | +0.999    | 8º      | 10    |
| 7º   | 48 | Iván Ortolá      | Angeluss MTA            | KTM RC 250 GP | 20   | +5.387    | 21º     | 9     |
| 8º   | 23 | Elia Bartolini   | QJMotor Avintia Racing  | KTM RC 250 GP | 20   | +5.477    | 24º     | 8     |
| 9º   | 18 | Matteo Bertelle  | QJMotor Avintia Racing  | KTM RC 250 GP | 20   | +5.480    | 13º     | 7     |
| 10º  | 31 | Adrián Fernández | Red Bull KTM Tech3      | KTM RC 250 GP | 20   | +5.747    | 19º     | 6     |
| 11º  | 44 | David Muñoz      | BOE Motorsports         | KTM RC 250 GP | 20   | +5.751    | 15º     | 5     |
| 12º  | 66 | Joel Kelso       | CIP Green Power         | KTM RC 250 GP | 20   | +5.989    | 20º     | 4     |
| 13º  | 64 | Mario Aji        | Honda Team Asia         | Honda NSF250R | 20   | +6.109    | 23º     | 3     |
| 14º  | 20 | Lorenzo Fellon   | SIC58 Squadra Corse     | Honda NSF250R | 20   | +12.643   | 12º     | 2     |
| 15º  | 53 | Deniz Öncü       | Red Bull KTM Tech3      | KTM RC 250 GP | 20   | +16.689   | 1º      | 1     |
| 16º  | 27 | Kaito Toba       | CIP Green Power         | KTM RC 250 GP | 20   | +16.738   | 25º     |       |
| 17º  | 5  | Jaume Masiá      | Red Bull KTM Ajo        | KTM RC 250 GP | 20   | +16.789   | 10º     |       |
| 18º  | 72 | Taiyo Furusato   | Honda Team Asia         | Honda NSF250R | 20   | +19.449   | 22º     |       |
| 19º  | 99 | Carlos Tatay     | CFMoto Racing PrüstelGP | CFMoto        | 20   | +32.404   | 17º     |       |
| 20º  | 43 | Xavier Artigas   | CFMoto Racing PrüstelGP | CFMoto        | 20   | +33.421   | 26º     |       |
| 21º  | 70 | Joshua Whatley   | VisionTrack Racing      | Honda NSF250R | 20   | +41.412   | 27º     |       |
| 22º  | 22 | Ana Carrasco     | BOE Motorsports         | KTM RC 250 GP | 20   | +1'14.077 | 28º     |       |

### Ritirati
| Nº | Pilota         | Squadra                   | Motocicletta  | Giri | Griglia |
| -- | -------------- | ------------------------- | ------------- | ---- | ------- |
| 10 | Diogo Moreira  | MT Helmets - MSI          | KTM RC 250 GP | 19   | 7º      |
| 7  | Dennis Foggia  | Leopard Racing            | Honda NSF250R | 10   | 3º      |
| 17 | John McPhee    | Sterilgarda Husqvarna Max | Husqvarna     | 10   | 6º      |
| 96 | Daniel Holgado | Red Bull KTM Ajo          | KTM RC 250 GP | 10   | 2º      |
| 82 | Stefano Nepa   | Angeluss MTA              | KTM RC 250 GP | 3    | 18º     |
| 19 | Scott Ogden    | VisionTrack Racing        | Honda NSF250R | 0    | 14º     |

## MotoE
Tutti i piloti sono dotati di motocicletta fornita dalla Energica.

### Gara 1

#### Arrivati al traguardo
| Pos. | Nº | Pilota             | Squadra                    | Giri | Tempo     | Griglia | Punti |
| ---- | -- | ------------------ | -------------------------- | ---- | --------- | ------- | ----- |
| 1º   | 77 | Dominique Aegerter | Dynavolt Intact GP         | 5    | 10'10.913 | 1º      | 25    |
| 2º   | 11 | Matteo Ferrari     | Felo Gresini               | 5    | +0.033    | 5º      | 20    |
| 3º   | 51 | Eric Granado       | LCR E-Team                 | 5    | +0.245    | 4º      | 16    |
| 4º   | 27 | Mattia Casadei     | Pons Racing 40             | 5    | +0.975    | 3º      | 13    |
| 5º   | 70 | Marc Alcoba        | Openbank Aspar             | 5    | +0.983    | 10º     | 11    |
| 6º   | 7  | Niccolò Canepa     | WithU GRT RNF              | 5    | +1.063    | 7º      | 10    |
| 7º   | 71 | Miquel Pons        | LCR E-Team                 | 5    | +1.656    | 9º      | 9     |
| 8º   | 21 | Kevin Zannoni      | Ongetta SIC58 Squadracorse | 5    | +1.742    | 2º      | 8     |
| 9º   | 4  | Héctor Garzó       | Tech3 E-racing             | 5    | +2.338    | 12º     | 7     |
| 10º  | 34 | Kevin Manfredi     | Octo Pramac                | 5    | +2.616    | 6º      | 6     |
| 11º  | 78 | Hikari Ōkubo       | Avant Ajo                  | 5    | +6.337    | 11º     | 5     |
| 12º  | 12 | Javier Forés       | Octo Pramac                | 5    | +6.644    | 15º     | 4     |
| 13º  | 72 | Alessio Finello    | Felo Gresini               | 5    | +7.005    | 13º     | 3     |
| 14º  | 17 | Alex Escrig        | Tech3 E-racing             | 5    | +9.847    | 17º     | 2     |
| 15º  | 55 | Massimo Roccoli    | Pons Racing 40             | 5    | +13.374   | 14º     | 1     |
| 16º  | 6  | María Herrera      | Openbank Aspar             | 5    | +13.795   | 16º     |       |

#### Squalificato
Mantovani viene squalificato in quanto la pressione degli pneumatici è risultata inferiore ai parametri indicati dal regolamento.
| Nº | Pilota           | Squadra       | Giri | Griglia |
| -- | ---------------- | ------------- | ---- | ------- |
| 9  | Andrea Mantovani | WithU GRT RNF | 5    | 8º      |

### Gara 2

#### Arrivati al traguardo
| Pos. | Nº | Pilota             | Squadra                    | Giri | Tempo     | Griglia | Punti |
| ---- | -- | ------------------ | -------------------------- | ---- | --------- | ------- | ----- |
| 1º   | 11 | Matteo Ferrari     | Felo Gresini               | 6    | 12'04.368 | 5º      | 25    |
| 2º   | 77 | Dominique Aegerter | Dynavolt Intact GP         | 6    | +0.529    | 1º      | 20    |
| 3º   | 71 | Miquel Pons        | LCR E-Team                 | 6    | +0.566    | 9º      | 16    |
| 4º   | 9  | Andrea Mantovani   | WithU GRT RNF              | 6    | +1.621    | 8º      | 13    |
| 5º   | 21 | Kevin Zannoni      | Ongetta SIC58 Squadracorse | 6    | +1.726    | 2º      | 11    |
| 6º   | 7  | Niccolò Canepa     | WithU GRT RNF              | 6    | +0.739    | 7º      | 10    |
| 7º   | 70 | Marc Alcoba        | Openbank Aspar             | 6    | +0.529    | 10º     | 9     |
| 8º   | 51 | Eric Granado       | LCR E-Team                 | 6    | +1.678    | 4º      | 8     |
| 9º   | 34 | Kevin Manfredi     | Octo Pramac                | 6    | +2.636    | 6º      | 7     |
| 10º  | 4  | Héctor Garzó       | Tech3 E-racing             | 6    | +4.586    | 12º     | 6     |
| 11º  | 55 | Massimo Roccoli    | Pons Racing 40             | 6    | +10.091   | 14º     | 5     |
| 12º  | 12 | Javier Forés       | Octo Pramac                | 6    | +10.547   | 15º     | 4     |
| 13º  | 17 | Alex Escrig        | Tech3 E-racing             | 6    | +10.764   | 17º     | 3     |
| 14º  | 72 | Alessio Finello    | Felo Gresini               | 6    | +12.165   | 13º     | 2     |
| 15º  | 6  | María Herrera      | Openbank Aspar             | 6    | +17.117   | 16º     | 1     |

#### Ritirati
| Nº | Pilota         | Squadra        | Giri | Griglia |
| -- | -------------- | -------------- | ---- | ------- |
| 27 | Mattia Casadei | Pons Racing 40 | 0    | 3º      |
| 78 | Hikari Ōkubo   | Avant Ajo      | 0    | 11º     |